# Unicorn catleyi
Espèce
Unicorn catleyi est une espèce d'araignées aranéomorphes de la famille des Oonopidae.

## Distribution
Cette espèce se rencontre dans la région d'Arica et Parinacota au Chili et dans la province de Salta en Argentine,.

## Description
Le mâle mesure 2,27 mm et la femelle 2,71 mm.

## Étymologie
Cette espèce est nommée en l'honneur de Kefyn M. Catley.

## Publication originale
- Platnick & Brescovit, 1995 : On Unicorn, a new genus of the spider family Oonopidae (Araneae, Dysderoidea). American Museum novitates, no 3152, p. 1-12 (texte intégral).